# 世界はこの手の中に/Heat of the night
「世界はこの手の中に/Heat of the night」（せかいはこのてのなかに/ヒート・オブ・ザ・ナイト）は、相川七瀬13枚目のシングル。1999年7月23日発売。

## 解説
相川初の12cmCDシングルで両A面シングル。初めてシングルにリミックスが収録で、カラオケが未収録。10万枚以上を売上。現時点において最後の10万枚超シングル。

## 収録曲
- 作詞：相川七瀬・織田哲郎（特記以外）
- 作曲・編曲：織田哲郎

1. 世界はこの手の中に
テレビ朝日系ドラマ『てっぺん』主題歌。
MVは制作されていない。
2. Heat of the night
花王「ラビナス '99真夏篇」CMソング。
3. THANK U
  - 作詞：相川七瀬

全コーラスにわたり、ボーカルにエフェクトがかかっている。
4. 世界はこの手の中に （Monkey Mix）
5. Heat of the night （Sweet Rain Mix）

## 収録アルバム
世界はこの手の中に
- FOXTROT
- ID：2
- NANASE AIKAWA BEST ALBUM "ROCK or DIE"（メモリアル盤のみ）

Heat of the night
- FOXTROT
- ID：2

THANK U
- FOXTROT